# Сабино, Ипполито
Иппо́лито Саби́но (итал. Ippolito Sabino), также Саби́ни (Sabini; между 1530 и 1545, Ланчано — 25 августа 1593, там же) — итальянский композитор.

## Биография
Ипполито Сабино происходил из достаточно известной в Ланчано (современная провинция Кьети) музыкальной семьи. Вероятно, его дедом был некий Наполеоне, а отцом — Дарио Сабино, у которого было три сына: Франческо Паоло (органист церкви Сан-Бьяджо в Ланчано), Камилло (также органист) и Ипполито. Различные источники указывают очень разные года рождения Ипполито — от 1530 до 1550. Однако, учитывая что первый из десяти детей Ипполито — дочь Лаура — родилась 2 октября 1563 года, вряд ли сам Ипполито родился позднее 1545 года. Источники упоминают присутствие Камилло в Латеранской базилике в Риме в 1550 году, и рядом с ним упоминается некий органист Hipolitus — если это Ипполито Сабино, то вероятно, он родился ещё ранее: около 1530 года.
Предположительно Сабино получил образование при музыкальной капелле базилики Мадонна-дель-Понте, которая была основана в 1543 году. Первое музыкальное произведение, написанное Сабино, — Pietosi miei lamenti e Io piango et ella il volto — относится к 1566 году; возможно, оно распространялось в рукописной форме. Между 1570 и 1600 годами вышло не менее 16 изданий произведений Сабино, они также входили в состав примерно 30 сборников, последний из которых датируется 1619 годом, что говорит о высокой востребованности композитора при жизни и вскоре после смерти. Среди сочинений Сабино были как религиозные, так и светские. К последним относились многочисленные мадригалы, в частности на стихи Франческо Петрарки и его последователей: Пьетро Бембо, Джованни Гуидиччони, Джованни Винченцо Бельпрато и Джованни Муццарелли. С 1575 года Сабино служил в базилике Сан-Томмазо-Апостоло в Ортоне, позднее занимал должность кантора, а с 1587 года — капельмейстера кафедрального собора Ланчано. Скончался 25 августа 1593 года в Ланчано.

## Сочинения
Ипполито Сабино — автор не менее 16 сборников музыкальных сочинений:

### Религиозная музыка
- Misse sex Hippoliti Sabini anxianiensis que vulgo pari voce dicintur, Venetijs apud Angelum Gardanum на 4 голоса (1575)
- Hymni per totum annum cum vocibus qua tour pari bus Hippolito Sabino musico anxianensi auctore nunc denuo in lucem æditi (1582)
- Liber Secundus Missarum qua tour vocum Hippoliti Sabini musici anxianensis nunc primum in lucem editus (1583)
- Canticum divae Mariae chorum primum cum quatour vocibus (1583)

### Светская музыка
- Il Primo Libro dei Madrigali a cinque voci (1570)
- Madrigali a sei voci, Libro primo (1579)
- Madrigali a cinque voci, Libro secondo (1580)
- Il Secondo Libro dei Madrigali a sei voci (1581)
- Il Terzo Libro de Madrigali a cinque et a sei voci con altri a sette e otto et alcune canzoni alla napolitana a quattro, cinque e sette voci (1582)
- Il Quarto Libro dei Madrigali a quattro, cinque, sei, sette, otto voci (1585)
- l Quinto Libro de Madrigali a cinque voci e sei voci (1586)
- Il Sesto Libro dei Madrigali a cinque et a sei voci (1587, переиздание 1588)
- Il Settimo Libro dei Madrigali a cinque e a sei voci (1589)
- Duo composti sopra il canto delli madrigali di Cipriano de Rore, a quattro voci, accomodati per cantar a voci pari (1590, утеряно)
- L’Ottavo Libro dei Madrigali a cinque voci (1589—1591, утеряно)
- Il Nono Libro dei Madrigali a cinque voci (1591—1604, утеряно)